# Stenopogon arizonensis
Stenopogon arizonensis är en tvåvingeart som beskrevs av Stanley Willard Bromley 1937. Stenopogon arizonensis ingår i släktet Stenopogon och familjen rovflugor. Inga underarter finns listade i Catalogue of Life.